# Gyermekszívek hódolata
A Gyermekszívek hódolata Jézusról szóló egyházi ének. Dallama a Túróci kéziratos Cantionáléból való, a szöveg eredete ismeretlen.
A dallamhoz Pakocs Károly írt egy másik szöveget Téged vár a népek lelki sötétsége kezdettel, melyet adventkor énekelnek.

## Kotta és dallam
| Gyermekszívek hódolata, zengj Jézus Szívének! Édes Jézus, Szent Szívedért szívet adunk néked. Szívgárdisták hő imája, hogy „Cseréljünk szívet”, Szeretetünk néked adjuk s te is szeress minket. | Égő Szíved töviseit borzalommal nézzük, Bűntövissel hogy sebezzünk, ó ne engedd, kérjük. Minden egyes szívgárdista csak azt kéri esdve: Hogy a tövist kihúzhassuk, segíts jótettekre!            |
| Gyermek szívünk résztvevően Szíved sebét látja, Fájdalmadat enyhíteni gyermekszívünk vágya. Szívgárdisták jó szándéka: Téged vigasztalni, A világnak bűneiért engesztelést adni.                | Szíved fölött kereszt ragyog, ez lesz nékünk fegyver, A gárdista Szíved hőse, aki küzd kereszttel. Jelmondatunk harsogja be az egész világot: „Jézus Szíve, kiküzdjük, hogy jöjjön el országod!” |
| Jézus Szíve, bízunk benned, hogy elfogadsz minket, Ápolgatod, ékesíted gyermekszíveinket. Reád bízzuk családunkat: mi szeretteinket, Hogy az otthont boldogítsuk, add meg szent kegyelmed.      | Jézus Szíve, terád bízzuk összetört hazánkat. Jobb jövőt a szívgárdisták bizalommal várnak. Szíved népe lesz a magyar s te adsz mindent vissza, „Cor Jesu et Hungaria” zászlónkra van írva.      |

## Felvételek
- Téged vár a népek... - énekversenyhez. gloria.tv (Hozzáférés: 2017. február 15.) (audió) arch
- Téged vár a népek lelki sötétsége, Isten... A Csíky Gergely Főgimnázium Gyermekkórusa  YouTube. Arad, Minorita templom (2015. december 9.)  (Hozzáférés: 2017. február 15.) (videó)
- Téged vár. YouTube (2013. december 20.)  (Hozzáférés: 2017. február 15.) (videó)